# DVTK Vénusz
A  DVTK-Vénusz Szabadidőközpont  (előzőleg: Miskolci-Vénusz Szabadidőközpont) egy 2006-ban alapított női futsal labdarúgócsapat, amely megalapítása óta a női NB1-ben szerepel. A csapatot Kovács Aliz és Juhász Viktor alapította a korábban nagypályán (az MVSC szakosztályában) szereplő miskolci, labdarúgást szerető lányokkal. A csapat legnagyobb sikere a 2011-12-es bajnokságban volt.Az alapszakasz megnyerése utána Tolna-MŐZS gárdájával játszott döntőt, melyet a másik fél három győzelméig tartó párharcban a Vénusz nyert 3-1-es arányban.Ezzel 54 év után szerzett ismét Miskolci csapat első osztályban aranyérmet. Ezt megelőzően kétszer volt bronzérmes a csapat: a 2008/2009 illetve a 2010/2011 bajnokságban.